# Гу (Цаґері)
Гу (груз. ღუ) — село в Грузії.
За даними перепису населення 2014 року в селі проживає 34 особи.